# Aserbaidschanische Legion

Emblem der Legion

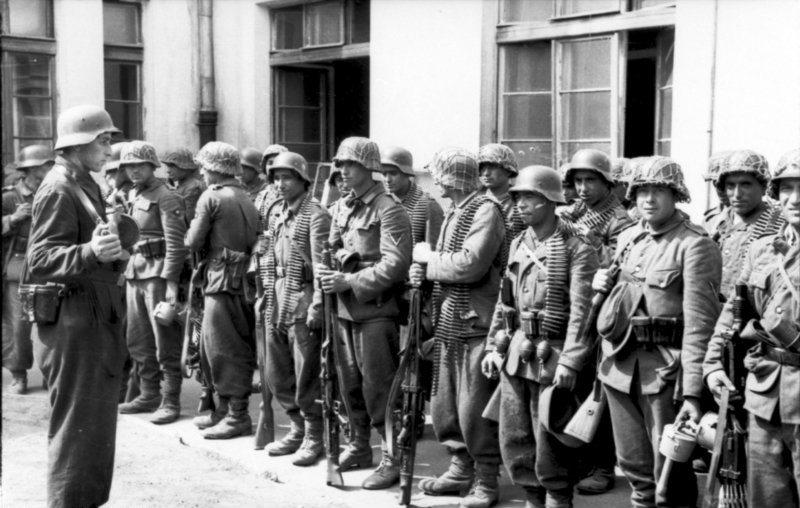
Warschauer Aufstand. Aufstellung von schwer bewaffneter Infanterie Aserbaidschanische Legion.

Die Aserbaidschanische Legion war ein Großverband des Heeres der deutschen Wehrmacht im Zweiten Weltkrieg.

## Geschichte
Die Einheit wurde während des Krieges gegen die Sowjetunion im Dezember 1941 als Kaukasisch-Mohammedanische Legion (Muslimische Kaukasuslegion) gegründet und am 22. Juli 1942 in zwei separate Legionen, die Nordkaukasische Legion und die Aserbaidschanische Legion, umgegliedert. Sie bestand hauptsächlich aus ehemaligen Kriegsgefangenen der Roten Armee aus Aserbaidschan, aber auch aus Freiwilligen anderer Völker in der Region. Der Verband war Teil der sogenannten Ostlegionen. 
In mehreren Bataillonen dienten in der Legion insgesamt ca. 70.000 Personen.
Am 1. Juni 1943 bildete die Aserbaidschanische Legion den Stab des Infanterie-Regiments 314 bei der neu aufgestellten 162. Turkmenischen Division.

### Niederschlagung des Warschauer Aufstands
1944 wurden zwei aserbaidschanische Einheiten der berüchtigten SS-Sondereinheit Dirlewanger angegliedert. Als Teil der von SS-Gruppenführer Heinz Reinefarth kommandierten Kampfgruppe wurden sie bei der Niederschlagung des Warschauer Aufstands eingesetzt und waren dabei unmittelbar am Massaker von Wola beteiligt. So griffen am 5. August 1944 zwei SS-Einheiten, darunter ein aserbaidschanisches Bataillon, das St.-Lazarus-Krankenhaus in Wola an, in dem sich zu diesem Zeitpunkt rund 300 Patienten und mehr als 1.000 Flüchtlinge befanden. Nachdem die Soldaten die Ausgänge abgeriegelt und systematisch Wertsachen geraubt hatten, begannen sie mit der Ermordung aller anwesenden Zivilisten, einschließlich Frauen und Kindern. Die Opfer wurden erschossen, mit Handgranaten getötet oder lebendig verbrannt.